# Сушарня

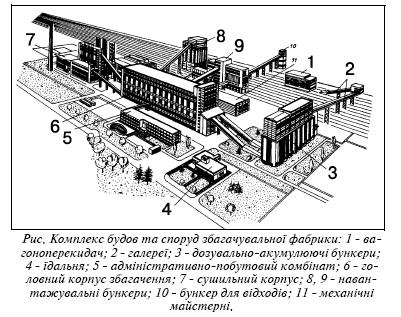
Сушарня (сушильна установка) - позиція 7 - в комплексі збагачувальної фабрики.

Сушарня (сушильна установка) (англ. dryer, driving unit, нім. Trockenanlage f) – сушильна установка або відділення термічної сушки збагачувальної фабрики. 
До складу сушарні входять: система живлення сушарки, топковий пристрій, сушарка, система дуття, пристрій для шлаковидалення, система пилогазоочищення з тяговим вентилятором.